# Bắn và quên

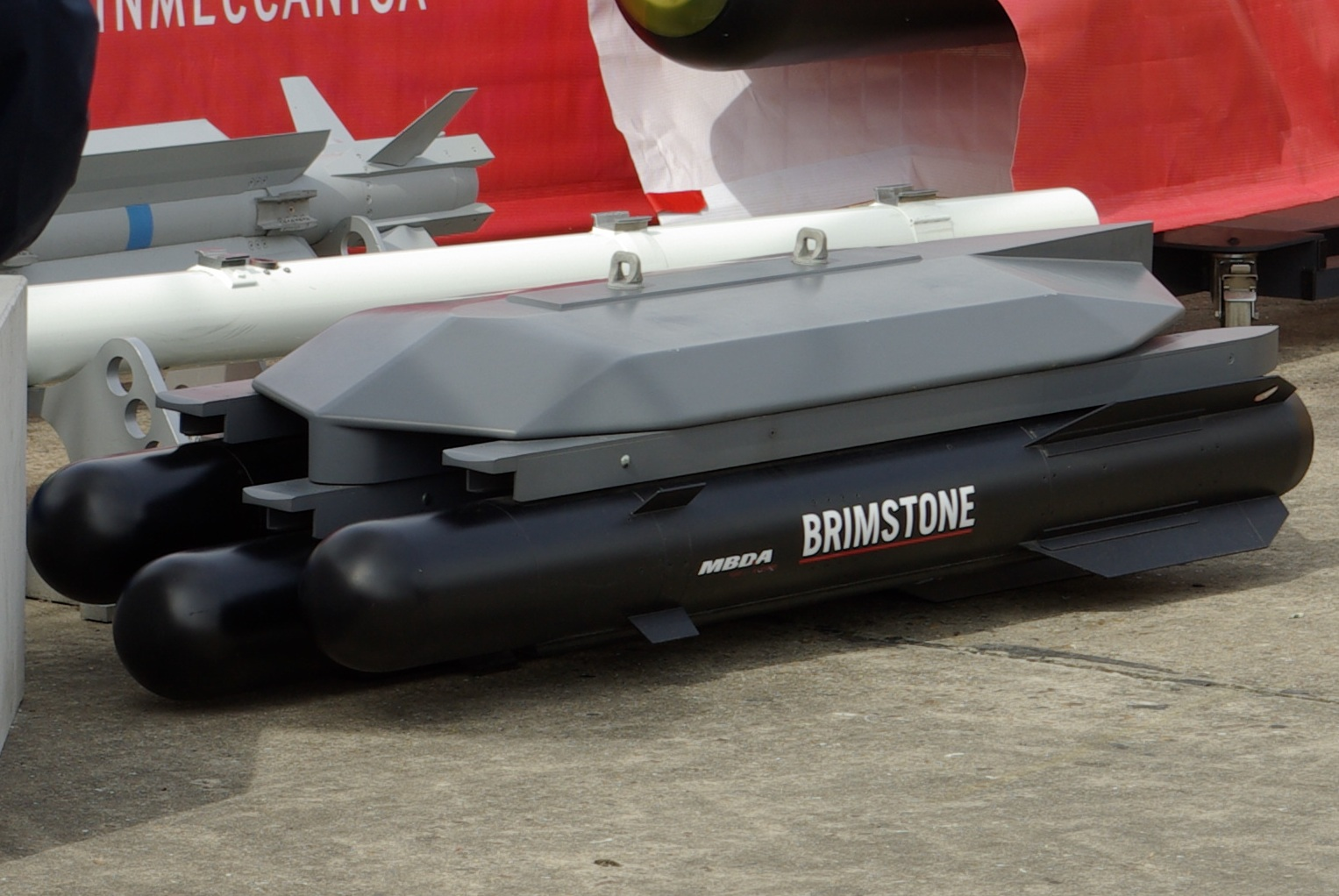
Tên lửa điều khiển chống tăng bắn và quên Brimstone của Không quân Hoàng gia Anh

Bắn và quên hay phóng và quên (tiếng Anh: Fire-and-forget) là một cơ chế dẫn đường tên lửa quân sự không cần can thiệp thêm từ bên ngoài sau khi đã khai hoả, như chiếu sáng mục tiêu hoặc dẫn đường bằng dây, và có thể đánh trúng mục tiêu mà thiết bị phóng không cần nằm trong tầm ngắm của mục tiêu. Đây là một đặc tính quan trọng đối với vũ khí dẫn đường cần phải có, vì người hoặc phương tiện nán lại gần mục tiêu để dẫn đường cho tên lửa (ví dụ như dùng thiết bị chỉ định laser) sẽ dễ bị tấn công và mất khả năng thực hiện các nhiệm vụ khác.
Nói chung, thông tin về mục tiêu được lập trình ngay trong tên lửa ngay trước khi phóng. Thông tin này bao gồm tọa độ, các phép đo radar (gồm cả vận tốc) hoặc hình ảnh hồng ngoại của mục tiêu. Sau khi khai hỏa, tên lửa tự dẫn đường chính nó bằng sự kết hợp giữa con quay hồi chuyển và gia tốc kế, GPS, radar chủ động và quang học dẫn đường bằng tia hồng ngoại. Một số hệ thống tên lửa cung cấp tùy chọn đầu vào tiếp tục từ bệ phóng hoặc bắn-quên.
Tên lửa bắn và quên cũng dễ bị tấn công bởi các hệ thống tiêu diệt mềm trên xe tăng chiến đấu chủ lực hiện đại, nếu không kể các hệ thống tiêu diệt cứng hiện có. Trái ngược với các RPG không có dẫn đường vốn đòi hỏi hệ thống tiêu diệt cứng (đạn phản công dùng để tiêu diệt tên lửa đang bay tới), thì tên lửa bắn và quên thường chịu sự gây nhiễu đến từ các phương tiện, chẳng hạn như đầu chói điện quang.

## Ví dụ
Phần nhiều trong số này là các tên lửa dẫn đường bằng tia hồng ngoại, một số còn lại (ví dụ AIM-120) dẫn đường bằng radar chủ động.
- AGM-84H/K SLAM-ER
- AAM-4 (Type 99)
- AASM HAMMER
(SBU-38/SBU-54/SBU-64)
- Akeron MP
- AGM-65 Maverick
- AGM-84 Harpoon
- AGM-114L Longbow Hellfire
- AIM-9 Sidewinder
- AIM-54 Phoenix
- AIM-120 AMRAAM
- Akash
- AS-25K
- Astra
- AT-1K Raybolt
- Brimstone
- BrahMos
- EXACTO
- AM39 Exocet
- FGM-148 Javelin
- FIM-92 Stinger

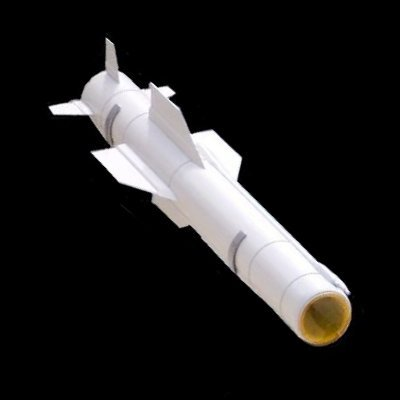
Tên lửa bắn và quên PARS 3 LR hiện đại của Lục quân Đức

- Firestreak (tên lửa không đối không dẫn đường bằng tia hồng ngoại đuổi theo đuôi của Anh trang bị cho Sea Vixen, Javelin và Lightning)
- Hermes
- HJ-9A
- HJ-12
- IRIS-T
- Kh-25
- Kh-29D
- Kh-35
- Kh-59
- LFK NG
- LMUR
- MICA
- Nag
- OMTAS
- PARS 3 LR
- PL-12
- RBS-15
- Red Dean (tên lửa không đối không dẫn đường bằng radar chủ động của Anh chỉ được bắn thử nghiệm và bị hủy bỏ trước khi nhập biên chế)
- Red Top (tên lửa dẫn đường bằng tia hồng ngoại mọi khía cạnh của Anh trang bị cho Sea Vixen và Lightning)
- Roketsan UMTAS
- RIM-66 Standard SM2 (chỉ Block IIIB và Block IVA)
- RIM-174 Standard ERAM
- Spike
- SRAW Predator
- Type 01
- TÜBİTAK-SAGE SOM
- Vympel R-27
- Vympel R-73
- Vympel R-77
- FN-6
- 3M-54 Kalibr
- 9M123 Khrizantema
- 9M133 Kornet-EM
- 9K333 Verba
- P-800 Oniks
- Shershen
- Skif
- 9M337 Sosna-R
- Nag/Prospina